# Pieter Huys

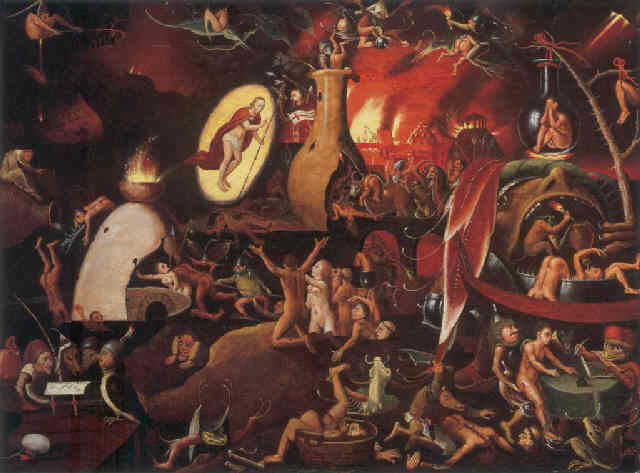
Pieter Huys: De Hel

Pieter Huys (auch Peeter Huijs), * um 1519/20; † 1581/84 in Antwerpen, war ein flämischer Maler der Renaissance und wird dem nördlichen Manierismus zugeordnet.

## Leben und Werk
Pieter Huys wird mit den Malern Jan Wellens de Cock (um 1475/80? – vor 1529), Herri met de Bles (um 1500/10 – nach 1555) und Jan Mandyn (um 1500/02 – 1559/60) einer Gruppe flämischer Maler in Antwerpen zugeordnet, die als Nachahmer von Hieronymus Bosch (um 1450/60 – 1516) die Tradition phantastischer Malerei fortführten und so einen nördlichen Manierismus (im Gegensatz zum italienischen) begründeten. Pieter Huys war seit 1545 in Antwerpen tätig, wo er der Druckereiwerkstatt von Hieronymus Cock (um 1510–1570) beitrat und Freimeister der Lukasgilde wurde; weitere Einzelheiten aus seiner Biographie sind nicht bekannt. Wie bei den anderen Malern der Gruppe der Bosch-Nachahmer war eines der Lieblingsthemen von Huys das der Versuchung des Heiligen Antonius; er gilt hierbei als nächster Nachfolger von Hieronymus Bosch. Von Huys sind nur wenige signierte und datierte Werke als gesichert bekannt. Viele Zuschreibungen entbehren der sicheren Grundlage.

## Gemälde
- Die Versuchung des Heiligen Antonius, 1547, Öl auf Holz, 71 × 103 cm, Paris, Musée National du Louvre
- St. Christophorus, um 1550/60, Tempera auf Eichenholz, o. Gr., Sammlung Oskar Reinhart «Am Römerholz», Winterthur
- Das Jüngste Gericht, 1554, Öl auf Eichenholz, 1,33 × 1,00 m, Brüssel, Musées royaux des Beaux-Arts
- Die Hölle (Jüngstes Gericht?), 1570, Öl auf Holz, 86 × 82 cm, Madrid, Museo del Prado
- Die Versuchung des Heiligen Antonius, 1577, Öl auf Holz 77 × 94 cm, Antwerpen, Museum Mayer van den Bergh